# 250354 Lewicdeparis
250354 Lewicdeparis è un asteroide della fascia principale. Scoperto nel 2003, presenta un'orbita caratterizzata da un semiasse maggiore pari a 2,3349094 UA e da un'eccentricità di 0,2031630, inclinata di 1,17401° rispetto all'eclittica.